# چلنگری
چلنگری نوعی از آهنگری است که در آن اشیاء سبک‌‌وزن مانند قفل، کلید، میخ‌طویله، میخ سرکج، نیم‌ذرع بزازی، انبر و سیخ و سه‌پایه آهنی، زنجیر و سیخانک، قلم، سنبه، منقل آهنی، چفت ‌و‌ ریزه، تملیک، اسکنه، مقار، درفش، جوالدوز و امثال این‌ها می‌سازند.
برای انجام صنعت چلنگری فلز بریده‌شده به شکل مورد نظر را در کوره قرار داده و داغ و کمی نرم می‌کنند. سپس تکه‌آهن را با انبر گرفته و روی سندان گذاشته و با چکش روی آن می‌کوبند تا شکل ابزار مورد نظر را بگیرد. در صورت لزوم بارها تکه فلز را در کوره می‌گذارند تا دوباره نرم شده و روی آن می‌کوبند تا به شکل مورد نظر درآید. برای محکم‌تر شدن قطعه‌فلز آن را در حالی که داغ است در آب فرو کرده و به اصطلاح آن را آب‌دیده می‌کنند.

در کتاب تاریخ اجتماعی ایران درباره پیشه چلنگری آمده‌است:
چلنگر کسی بود که در چلنگرخانه به ساختن آلات خرد آهنی از قبیل کلید و قفل و چفت در و زره و زنجیر و انبر و زنبیل و میخ و غیره اشتغال داشت. در قرون وسطی در هر محله و برزنی یک یا چند دکان چلنگری ، نجاری، آهنگری و غیره وجود داشت.

## جستارهای‌وابسته
- فلزکاری
- صنایع‌دستی